# خوسه دل کاستیو
خوسه دل کاستیو (اسپانیایی: José del Castillo‎؛ زادهٔ ۱۰ مهٔ ۱۹۴۳) بازیکن فوتبال اهل پرو بود.
از باشگاه‌هایی که در آن بازی کرده‌است می‌توان به باشگاه فوتبال اسپورتینگ کریستال اشاره کرد.
وی همچنین در تیم ملی فوتبال پرو بازی کرده‌است.